# Белорусско-угандийские отношения
Белорусско-угандийские отношения — двусторонние дипломатические отношения между Беларусью и Угандой, установленные 29 сентября 1993 года. Обе страны являются членами Движения неприсоединения. В 2015 году белорусский экспорт в Уганду составил 4,4 млн долларов. Угандийский экспорт в Беларусь в 2015 году составил 0,6 млн долларов.

## История
Дипломатические отношения между Беларусью и Угандой были установлены 29 сентября 1993 года.
В 2000 году президент Уганды Й. Мусевени совершил визит в Беларусь.
В январе 2024 года белорусский министр иностранных дел Сергей Алейник принял участие в саммите Движения неприсоединения в Кампале.

## Экономическое сотрудничество
В 1995 году белорусский экспорт в Уганду был незначителен — 3,2 тысячи долларов. Затем последовал резкий рост — в 1996 году белорусский экспорт в Уганду составил 4,4 млн долларов.
В 2000 году белорусский экспорт в Уганду составил 1,9 млн долларов. В 2010 году белорусский экспорт в Уганду составил 3,0 млн долларов. В 2015 году белорусский экспорт в Уганду составил 1,8 млн долларов.
В 2015 году основная часть белорусского экспорта в Уганду была представлена следующими товарными группами:
- Оптические приборы и аппараты, не включённые в другие категории — 47,3 % белорусского экспорта в Уганду;
- Мужская одежда из текстильных тканей, кроме трикотажных и вязаных — 22,1 % белорусского экспорта в Уганду

Угандийский экспорт в Беларусь составил:
- В 2005 году — 5,2 тысячи долларов;
- В 2010 году — 877,9 тысяч долларов;
- В 2015 году — 647,5 тысяч долларов.

Угандийский экспорт в Беларусь на 99,9 % был представлен табаком.
2 — 16 октября 2016 года белорусские товары были представлены на международной торгово-промышленной выставке в Кампале.

## Военное сотрудничество
В 1998 году ВВС Уганды приобрели 4 белорусских вертолёта Ми-24В.

## Послы Уганды в Беларуси
По состоянию на март 2017 года послом Уганды в Беларуси по совместительству являлся посол Уганды в России Мозес Эбук.